# Gottlieb Ott
Gottlieb Ott (* 1832 in Worb; † 4. Dezember 1882 in Bern) war ein Schweizer Bauunternehmer.

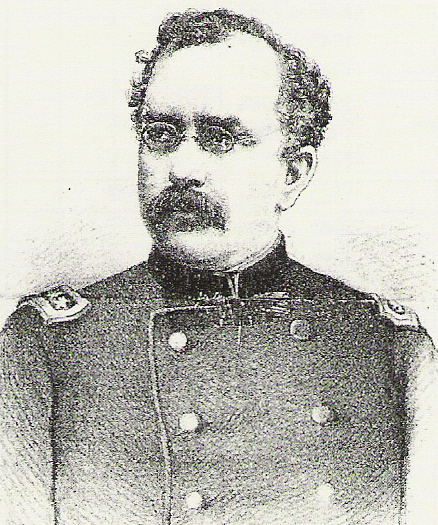
Gottlieb Ott

## Leben
Gottlieb Otts Urgrossvater war 1782 aus dem schwäbischen Untertürkheim nach Jegenstorf gekommen und sein Grossvater hatte sich 1806 in Worb niedergelassen. 
Sein Onkel war der Berner Dichter Johann Christian Ott.
1843 übernahm sein Vater eine Schmiede im Berner Mattequartier. In Bern besuchte Ott die Realschule und studierte danach am Polytechnikum von Karlsruhe. Während des Neuenburgerhandels arbeitete er 1857 an der Befestigung von Basel mit und übernahm dann den väterlichen Betrieb. 1864 eröffnete er ein Büro für Brückenbau, aus dem dann die Firma Ott & Cie. hervorging; mit der Zeit wurde er zu einem der einflussreichsten Gewerbetreibenden der Stadt Bern.
1866 wurde Ott in den Grossen Rat gewählt, wo er dem radikal-liberalen Kreis um Jakob Stämpfli angehörte. Wegen seines grossen Einflusses in der Eisenbahnpolitik dichtete Ulrich Dürrenmatt als Persiflage von Georg Neumarks bekanntem Liede Wer nur den lieben Gott lässt walten 1878 über ihn:
       Wer nur den lieben Ott lässt walten

       und hoffet auf ihn allezeit,

       dem wird er wunderbar entfalten

       der Staatsfinanzen Herrlichkeit.
Otts Firma organisierte 1865 den Abbruch des Christoffelturms und baute u. a. die am 24. September 1883 eingeweihte, von seinem Mitarbeiter Jules Röthlisberger geplante Kirchenfeldbrücke. 1865 wurde Ott Mitglied der Burgergemeinde Bern. Bei den Nationalratswahlen von 1881 erlitt er eine Niederlage gegen den konservativen Berner Stadtpräsidenten Otto von Büren. Dies und grosse finanzielle Schwierigkeiten führten dazu, dass er am 4. Dezember 1882 höchstwahrscheinlich Suizid in der Aare beging.
Die näheren Umstände seines Todes wurden im Bund beschrieben:
„Am Samstagabend, 2. Dezember 1882 sitzt er bis 11 Uhr mit Freunden in einem Café an der Spitalgasse. Er verabschiedet sich dort um nach Hause zu gehen, ist aber dort nicht angekommen. Die Suchaktionen beginnen wohl bereits am Sonntag, am Montag beteiligen sich auch Arbeiter seiner Firma an der Suche. Am Mittwoch-Vormittag, 6. Dezember 1882 wird die Leiche im Aarekanal in der Matte gefunden. Die Obduktion zeigt, dass er ertrunken war. Da er nur eine kleine Wunde am Kopfe aufwies und im übrigen alle seine Besitztümer bei sich hatte, wurde ein Verbrechen ausgeschlossen. Seine Uhr zeigte die Zeit 02.00 Uhr.“
Trotz des Todes von Ott und der finanziellen Probleme, die er hinterlassen hatte, gelang es seiner Firma mit dem leitenden Ingenieur Moritz Probst, den Bau der Kirchenfeldbrücke nach 21 Monaten erfolgreich abzuschliessen.
Als er starb, hatte er den Dienstgrad Oberst erreicht.